# Estadio Gilbert Brutus
El Estadio Gilbert Brutus (en francés: Stade Gilbert-Brutus) es un estadio de rugby 13 en Perpiñán, al sur de Francia, que es la sede habitual del equipo Dragons Catalans. Además, allí se han jugado más de veinte partidos de la selección de Francia de rugby 13.
En los años 1970 y 1980, el espacio fue utilizado tanto por los clubes de rugby league y rugby union del departamento. Anteriormente era el estadio del club de la liga de rugby XIII Catalan.
Antes de 2007, el Estadio Gilbert Brutus recibía a 4.200 personas, incluyendo 900 personas sentadas.  Esto se consideró inadecuada para los equipos locales que jugaron en el Estadio Aimé Giral en 2006. La expansión del estadio se inició en 2006 con el objetivo de aumentar la capacidad a 14.000.
La primera fase de la construcción nuevos asientos y tribunas cubiertas. Para el final de la temporada 2006, el trabajo estaba terminado y el estadio estuvo disponible para la temporada de 2007. La capacidad definitiva después de los cambios quedó en 13.000 espectadores.

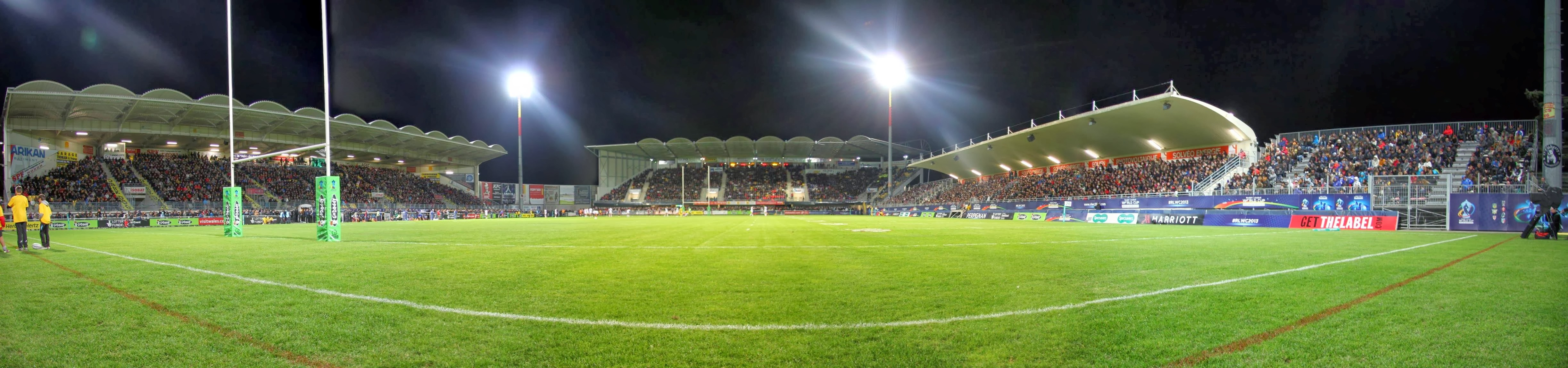
Imagen panorámica del estadio.